# Olivier Bernager
 (décembre 2020).
Si vous disposez d'ouvrages ou d'articles de référence ou si vous connaissez des sites web de qualité traitant du thème abordé ici, merci de compléter l'article en donnant les références utiles à sa vérifiabilité et en les liant à la section « Notes et références ».
Olivier Jean-Fabrice Bernager, né le 26 août 1949 à Bayonne (Pyrénées-Atlantiques), a mené en parallèle plusieurs carrières dont le point commun est la musique, sa construction, son écoute, sa didactique, sa pédagogie.

## Biographie
Olivier Bernager est le fils d'Alfred Bernager, médecin, et de Jacqueline Gattegno, photographe. Élève de classe préparatoire littéraire au lycée Chaptal à Paris, puis auditeur libre au Conservatoire de musique de la rue de Madrid, toujours à Paris, il obtient en 1974, à l'université Paris-Sorbonne, une maîtrise de philosophie avec un mémoire écrit sous la direction d'Olivier Revault d'Allonnes et Dominique Jameux intitulé « L'École de Vienne et la petite forme ». Plus tard il étudie l'hébreu à l'École nationale des langues orientales à Paris.
Olivier Bernager devient membre du comité de rédaction de la revue Musique en jeu et écrit des articles sur György Ligeti, Maurizio Kagel, Harry Halbreich, Maurice Fleuret, Iannis Xenakis et d'autres compositeurs contemporains.
En 1975, Olivier Bernager entre à France Musique où Philippe Caloni lui enseigne l'art de l'interview en direct.
En 1992, Olivier Bernager interrompt sa collaboration avec France Musique pour réaliser avec le cinéaste François Manceaux un projet de collection de leçons de musique filmées. Intitulées Une leçon particulière de musique avec…, elles seront diffusées par Arte.
De 1994 à 1995 il est producteur à Radio Classique. En 1995, puis à partir de 2011, Olivier Bernager se consacre à la production de documentaires et de films didactiques pour l'enseignement de la musique.
En 2010, il crée le site « Okarinamusique.com » dédié à la pédagogie musicale.

## Réalisations

### Émissions radio
De 1974-1993 puis de 1996 à 2010 il est producteur à France Musique d'émissions qui explorent sous des angles souvent inédits le monde des compositeurs, des interprètes et des mélomanes.
- Le Matin des musiciens
- Microcosmos
- L'imprévu
- Musique Matin
- Un soir à l'opéra
- Le Conversatoire
- Le Cabinet de curiosités
- Ouvert la nuit
- Ouvert le dimanche
- Le Cercle des mélomanes
- XXe parallèle

### Documentaires
Il est coproducteur de documentaires filmés pour Arte, et l'auteur de la série Une leçon particulière de musique (1987-1991). Ces 12 films sont considérés aujourd'hui comme une trace historique de première qualité sur la transmission des savoirs musicaux au XXe siècle. Chaque film aborde une nouvelle famille d'instruments :
- Claviers, le clavecin avec Scott Ross et Kenneth Gilbert, le piano avec Yvonne Loriod, grande interprète d'Olivier Messiaen et Nikita Magaloff.
- Vents, la flûte avec Pierre-Yves Artaud, le cor avec Hermann Baumann.
- Cordes, le violon avec Gérard Poulet, l'alto avec Yuri Bahmet, le violoncelle avec Anner Bylsma.
- Chant, René Jacobs et José Van Dam.
- Direction d'orchestre avec Marek Janowski
- Une leçon particulière de musique avec René Jacobs, réalisation Claude Mouriéras, conception Olivier Bernager et François Manceaux 1987, 56 min Editions Harmonia Mundi, présenté aux Films Sacem 2011 à Montpellier[1].
- La flûte enchantée de Mozart (1991)[2]

### Livres
- La Close, Olivier Bernager, nouvelle, dessin de Maurice Roche, coll. L’Anthrope, 12x16,5 cm, 40 p., 1993  (ISBN 2905910429)[3]

## Distinction
- Prix du meilleur documentaire musical pour Madeleine épouse Milhaud (1993)[réf. nécessaire]